# Kap Bambino
I Kap Bambino sono un duo francese proveniente da Bordeaux. Il duo è composto dalla cantante Caroline Martial e dal dj Orion Bouvier. Sono conosciuti anche per le loro performance dal vivo in festival come il Dot to Dot Festival e l'Incubate (ex ZXZW). Hanno inoltre suonato in concerti di Felix Kubin, DAT Politics, These New Puritans, Late of the Pier e Patric Catani.
Sono stati segnalati da riviste come NME, Another Magazine, Dummy Mag e Dazed.
Nel 2001 Caroline Martial ha fondato l'etichetta indipendente "wwilko".
Caroline è stata inoltre citata tra le migliori giovani modelle nello spot di Matt Irwin per Armani Exchange del 2007.
Il gruppo ha fatto un tour indipendente in Europa, Giappone e Messico.

## Discografia

### Album studio
- 2002 - Love (wwilko)
- 2006 - Zero Life, Night Vision (wwilko)
- 2008 - Zero Life, Night Vision 12' (Alt < Del)
- 2009 - Blacklist (Because Music)
- 2012 - Devotion (Because Music)
- 2025 - No domination

### Singoli ed EP
- 2002 - NAZ4 (wwilko)
- 2005 - Neutral (wwilko)
- 2007 - New Breath / Hey! (Alt < Del)
- 2008 - Save / Krak Hunter (Alt < Del)
- 2009 - Red Sign / Acid Eyes (Because Music)
- 2009 - Dead Lazers (Because Music)
- 2009 - Batcaves (Because Music)
- 2019 - Erase (Dust, Fierce, Forever)

### Altre collaborazioni
- "Le Fessier (T.O.C. Remix)" su Disque Compact, Pièces Détachées di Gangpol und Mit
- "My 20 Years" su Klip! Klap! Force! compilation, pubblicata da wwilko
- "Race-C" su Seriously Underground Shit Found In The Trunk Of A Mini Parked Underneath The Eiffel Tower compilation, pubblicata da Musik Experience
- "Intimacy" su I Regret Not Having Kissed You, pubblicato da Dokidoki